# Большая Пироговская улица
Большая Пирого́вская улица (до 1924 — Большая Царицынская, иногда на картах как Большая Царицинская) — улица в центре Москвы в Хамовниках между Зубовской улицей и площадью Новодевичьего Монастыря. Здесь расположены главное здание Государственного архива Российской Федерации, Медико-биологический факультет Российского национального исследовательского медицинского университета им. Н.И. Пирогова и клиники Первого Московского государственного медицинского университета им. И. М. Сеченова.

## Происхождение названия

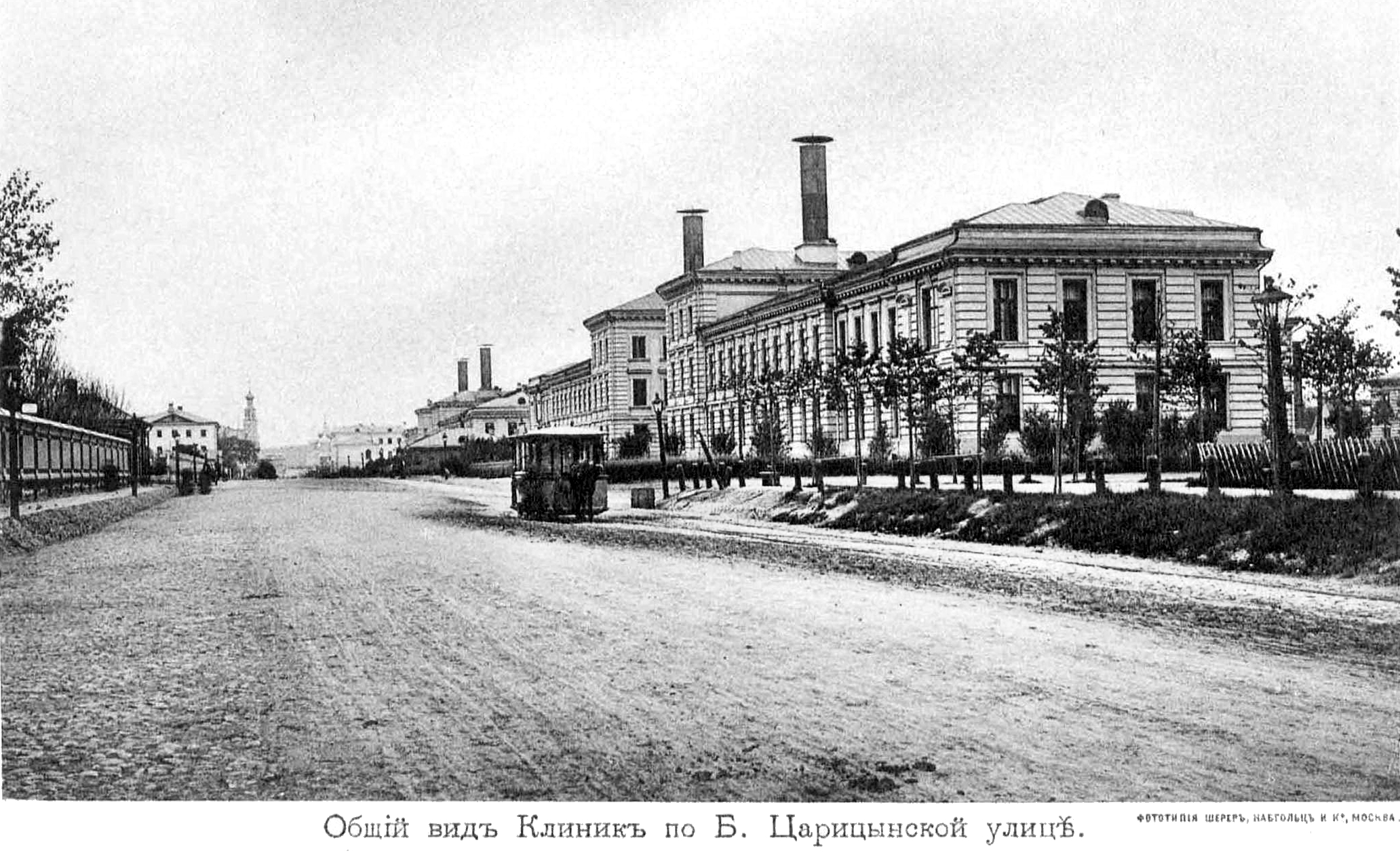
Большая Царицынская улица, 1895

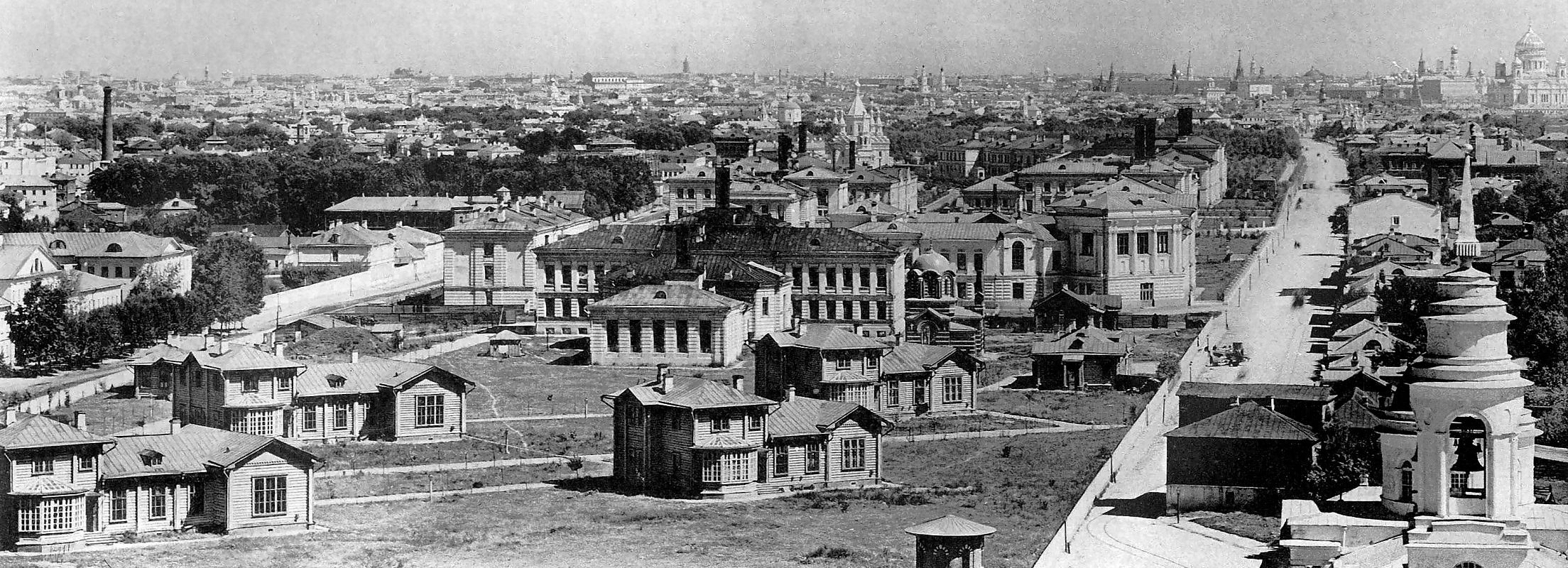
Большая Царицинская улица, 1899

Названа в 1924 году в память о знаменитом хирурге Н. И. Пирогове (1810—1881) — естествоиспытателе и педагоге, основоположнике военно-полевой хирургии, участнике Севастопольской обороны 1854 года; впервые применил наркоз при оказании помощи раненым на поле боя на Кавказском театре военных действий и неподвижную гипсовую повязку при переломах.
Прежнее название Большая Царицынская улица возникло по двору царицы Евдокии Фёдоровны Лопухиной, первой жены Петра I. Параллельно Большой идёт Малая Пироговская улица.

## Расположение
Большая Пироговская улица является продолжением Зубовской улицы от перекрёстка последней с улицей Льва Толстого и проездом Девичьего Поля, проходит на юго-запад.
Слева на неё выходят переулки Малый Боженинский, Олсуфьевский и Хользунова, а справа тянется сквер.
Справа на Большую Пироговскую выходит улица Еланского, а слева — 1-й Архивный переулок и Трубецкая улица и справа — Абрикосовский переулок. После пересечения Новодевичьего проезда, Большая Пироговская переходит в площадь Новодевичьего Монастыря и далее в Лужнецкий проезд.

## Примечательные здания и сооружения
По нечётной стороне:

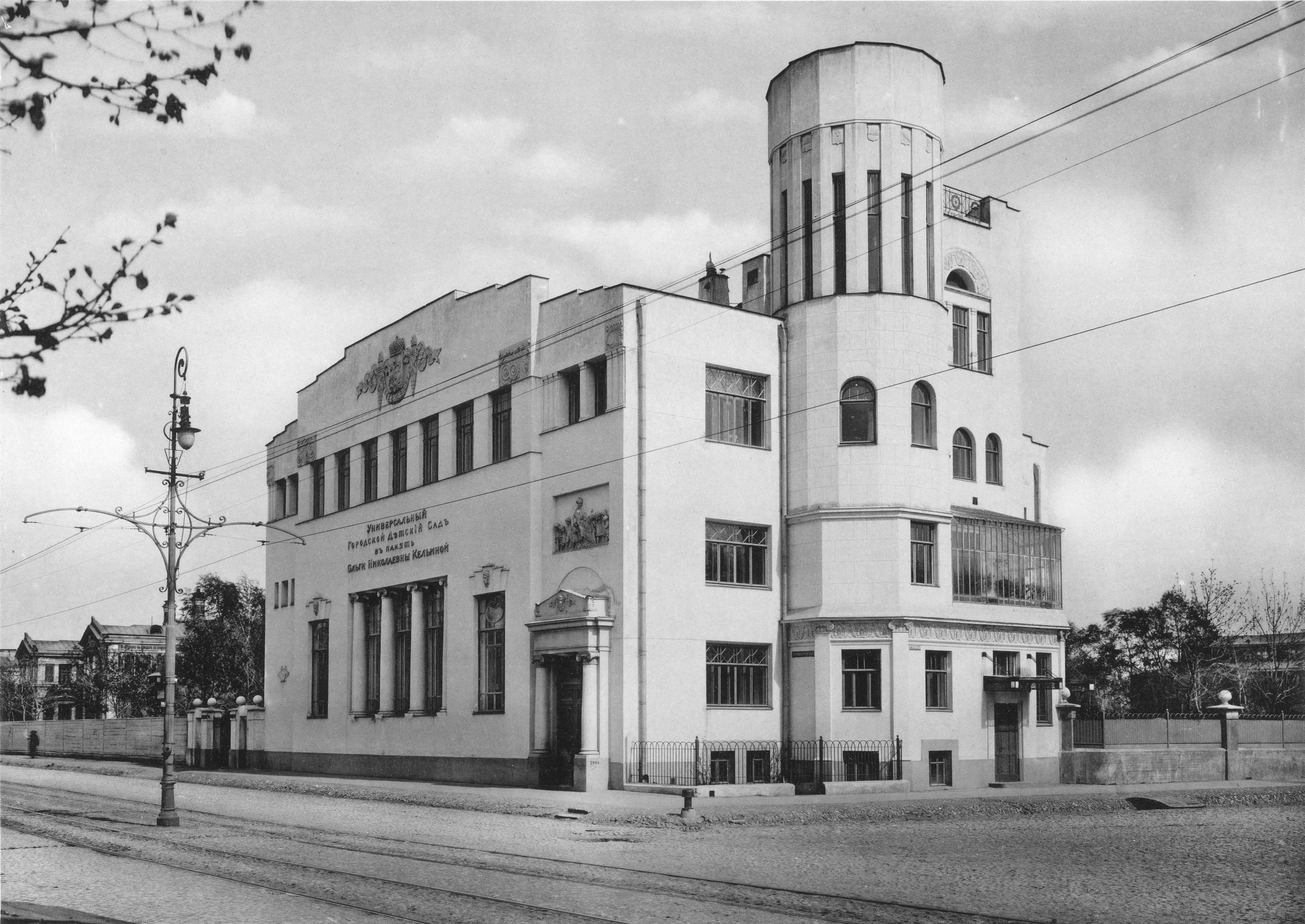
Детский сад Кельиной, архитектор А. У. Зеленко. Не сохранился (дом № 15).

- № 5 — ГБУ по эксплуатации высотных, административных и жилых домов, Филиал № 13;
- № 9а — Городской дом начальных училищ (1909, архитектор А. А. Остроградский; панно — художники С. В. Чехонин, С. В. Герасимов)[2], объект культурного наследия регионального значения. Сейчас — Медико-Биологический Факультет РНИМУ им. Н. И. Пирогова;
- № 11 — Московский гинекологический институт им. А. П. Шелапутиной при Московском университете (1893—1896, архитектор Р. И. Клейн)[2], в настоящее время — Институт по изысканию новых антибиотиков им. Г. Ф. Гаузе (ИНА) РАМН;
- № 13 — Детский сиротский приют имени Н. С. Мазурина (1892—1894, архитектор И. А. Иванов-Шиц)[2], в настоящее время — посольство Вьетнама;
- № 15 — здание поликлиники (конец 1950-х). До постройки современного здания на этом месте стоял городской универсальный детский сад в память О. Н. Кельиной (1910—1911, архитектор А. У. Зеленко совместно с архитектором И. И. Кондаковым); здание перестроили с полной утратой внешнего облика в 1955 году[3][4].
- № 17 — Архивный городок. Государственный архив Российской Федерации (ГА РФ), Российский государственный архив экономики (РГАЭ), Российский государственный архив древних актов (РГАДА), 1936—38 гг., архитектор А. Ф. Волхонский[5]. В 1929 году был проведён всесоюзный конкурс на проект здания Архива Октябрьской революции. На конкурс было представлено четыре проекта. Предпочтение отдали проекту Д. Ф. Фридмана и В. И. Фидмана. Однако вскоре выяснилось, что для его осуществления придётся вырубить 250 деревьев из 800, имевшихся на участке, против чего выступил Моссовет. Тогда появился проект архитектора Л. М. Круглова, перенесшего основные постройки на Малую Пироговскую улицу. Но и он не был осуществлен[6].
  - № 17 строение 1 — старейшее здание комплекса, бывший Московский архив Министерства юстиции (1886, архитектор А. И. Тихобразов[2]).
  - № 17 строение 2 — строение 8 — Украшенное барельефами сталинское здание архива (1938, архитектор А. Ф. Волхонский[2]).
  - № 17 строение 9 — лишённый «архитектурных излишеств» корпус здания. Проект архитектора А. В. Апостоловой (проектный институт «Моспроект») на основе материалов А. Ф. Волхонского. Строительные работы начались в 1951 года и завершились в конце 1950-х годов[6].
- № 19 — здание детской больницы им. М. А. Хлудова (1896, архитектор К. М. Быковский)[7], ныне — Первый московский государственный медицинский университет имени И. М. Сеченова: Клиника детских болезней;
- № 21 — жилой дом (1900). В настоящее время (2017) принадлежит Министерству обороны. В рамках гражданской инициативы «Последний адрес» на доме установлен мемориальный знак с именем инженера-электрика института «Теплоэлектропроект» Эдуарда Романовича Вольского[8], расстрелянного органами НКВД 2 июля 1937 года[9]. В базе данных правозащитного общества «Мемориал» есть имена 2-х жильцов этого дома, расстрелянных в годы террора[10]. Число погибших в лагерях ГУЛАГа не установлено.
- № 23 — здание Академии коммунального хозяйства (1934—1938, архитектор И. А. Голосов)[11], позднее — Наркомстроя, но более известно принадлежностью к военному ведомству — до 1998 года здесь находился Главный штаб ВВС, сейчас — офисное здание Минэнерго РФ;[12]
- № 27 — завод «Электролуч», бывший Казённый винный склад № 3;
- № 35 — Жилой дом при фабрике Заготовления государственных знаков (1923, архитектор К. А. Дулин);
- № 35А, строение 1 — жилой дом, бывший особняк купцов Решетниковых. В 1961 году был достроен до шести этажей. В цокольном этаже с 1927 по 1934 годы жил писатель М. А. Булгаков[13].
- № 51 — Комплекс общежитий Института красной профессуры (1929—1932, архитекторы Д. П. Осипов, А. М. Рухлядев)[14]. Первоначально комплекс зданий использовался как общежития для студентов педагогического училища (Института красной профессуры), затем здесь находились общежития военнослужащих. В настоящее время часть комплекса расселена[15].
- № 53/55 — Монументальный сталинский жилой дом, развёрнутый фасадом в сторону улицы 10-летия Октября. На первом этаже дома в помещении, задуманном как кинотеатр, сейчас размещается Театр Елены Камбуровой[16]. В сквере перед домом установлена скульптура Миру — мир!.

По чётной стороне:
- № 2, 4, 6, 8 — Комплекс Клиник на Девичьем поле (1880—1890-е, архитектор К. М. Быковский)[7]
  - № 2/6, строение 18 — журналы: «Эпидемиология и инфекционные болезни», «Боль», «Гигиена и санитария», «Проблемы эндокринологии»; В 1958 году перед зданием установлен памятник И. М. Сеченову (скульптор Л. Е. Кербель, архитектор Л. М. Поляков)[2].
  - № 2, строение 1 — Первый московский государственный медицинский университет имени И. М. Сеченова: Клиника урологии им. Р. М. Фронштейна;
  - № 2, строение 4 — Федеральное агентство по образованию, Учебно-методическое объединение по медицинскому и фармацевтическому образованию Вузов России;
  - № 2, строение 3 — Общеклиническая амбулатория имени В. А. Алексеевой (1896, архитекторы И. П. Залесский и К. М. Быковский), в настоящее время — Первый московский государственный медицинский университет имени И. М. Сеченова: Музей истории медицины;
  - № 2, строение 5 — издательство «Медицина»;
  - № 4, строение 1 — Первый московский государственный медицинский университет имени И. М. Сеченова: Клиника кожных и венерических болезней;
  - № 6/2 — Первый московский государственный медицинский университет имени И. М. Сеченова: лечебный факультет;
  - № 6 — Первый московский государственный медицинский университет имени И. М. Сеченова: Клиники: факультетской хирургии им. Н. Н. Бурденко, факультетской терапии им. В. Н. Виноградова, Клиника кардиологии, Клиника болезней уха, горла и носа; церковь Димитрия Прилуцкого на Девичьем поле;
  - № 6, строение 1 — Первый московский государственный медицинский университет имени И. М. Сеченова: Клиника госпитальной терапии им. А. А. Остроумова.

## Фотографии

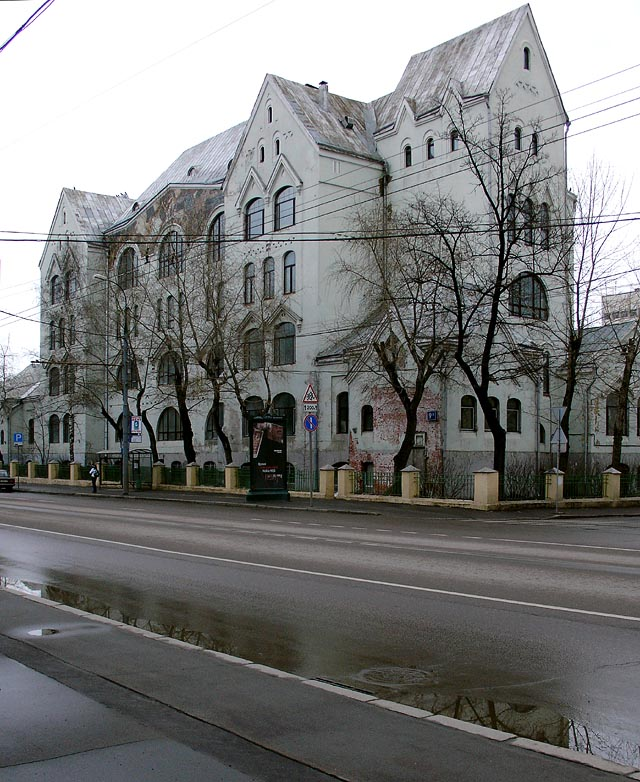
Дом № 9. РНИМУ им. Пирогова, медико-биологический факультет
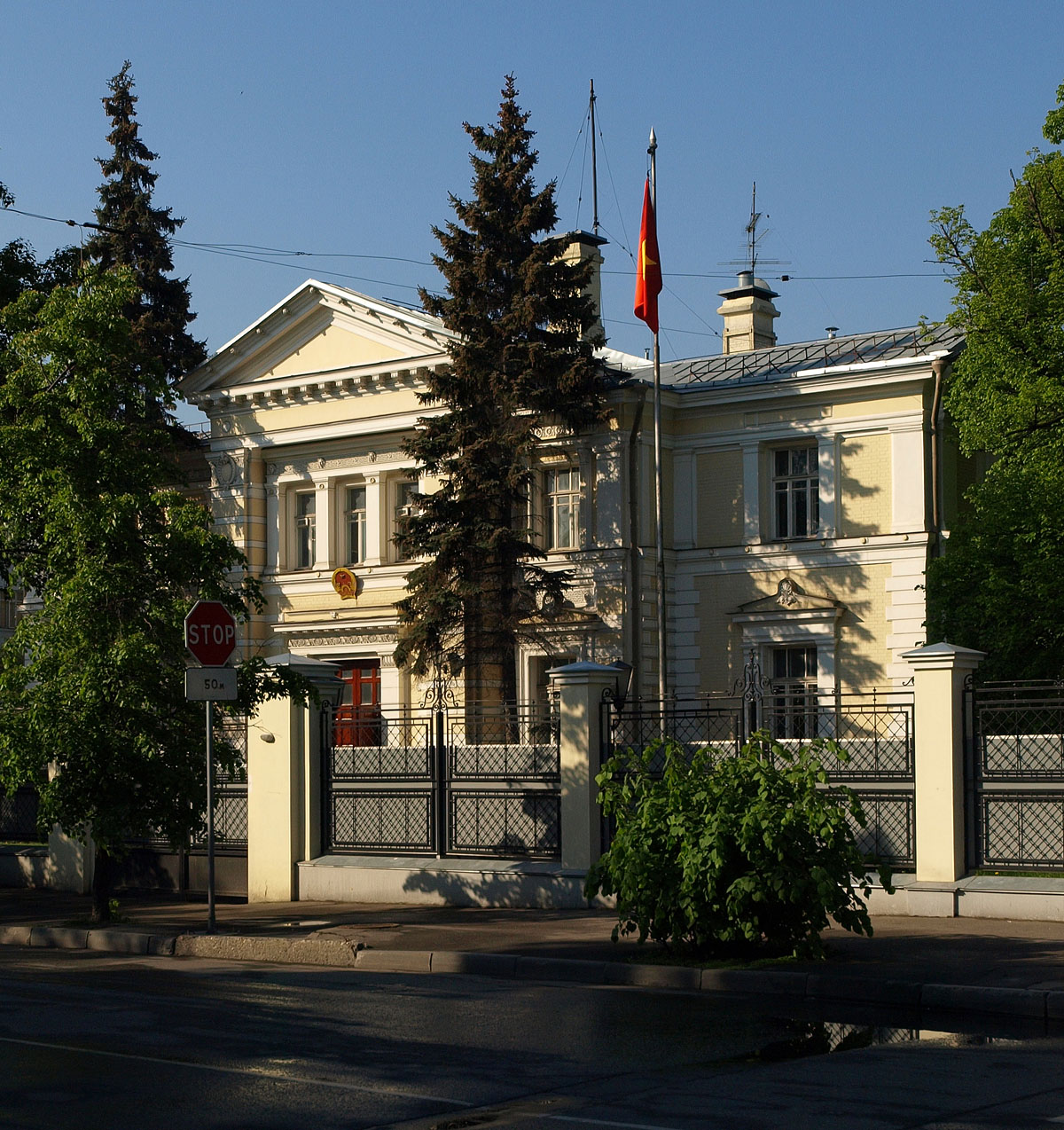
Дом № 13. Посольство Вьетнама, вид с Олсуфьевского переулка
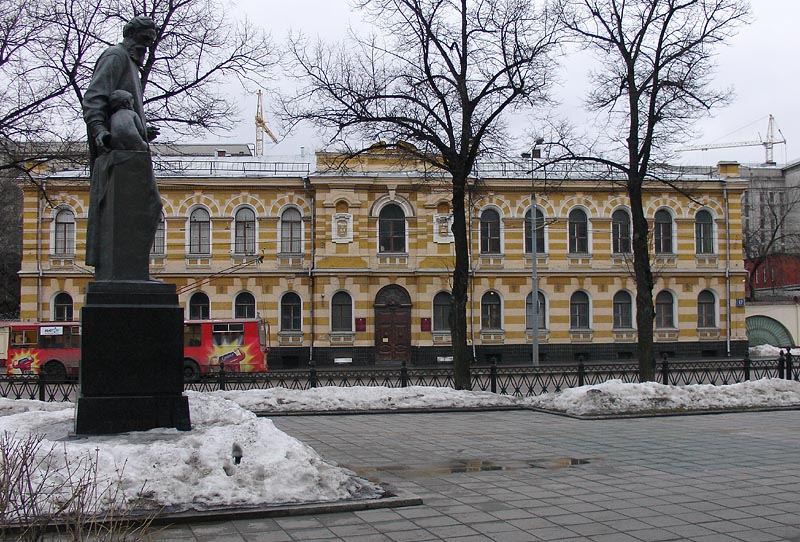
Дом № 17. Здание РГАДА
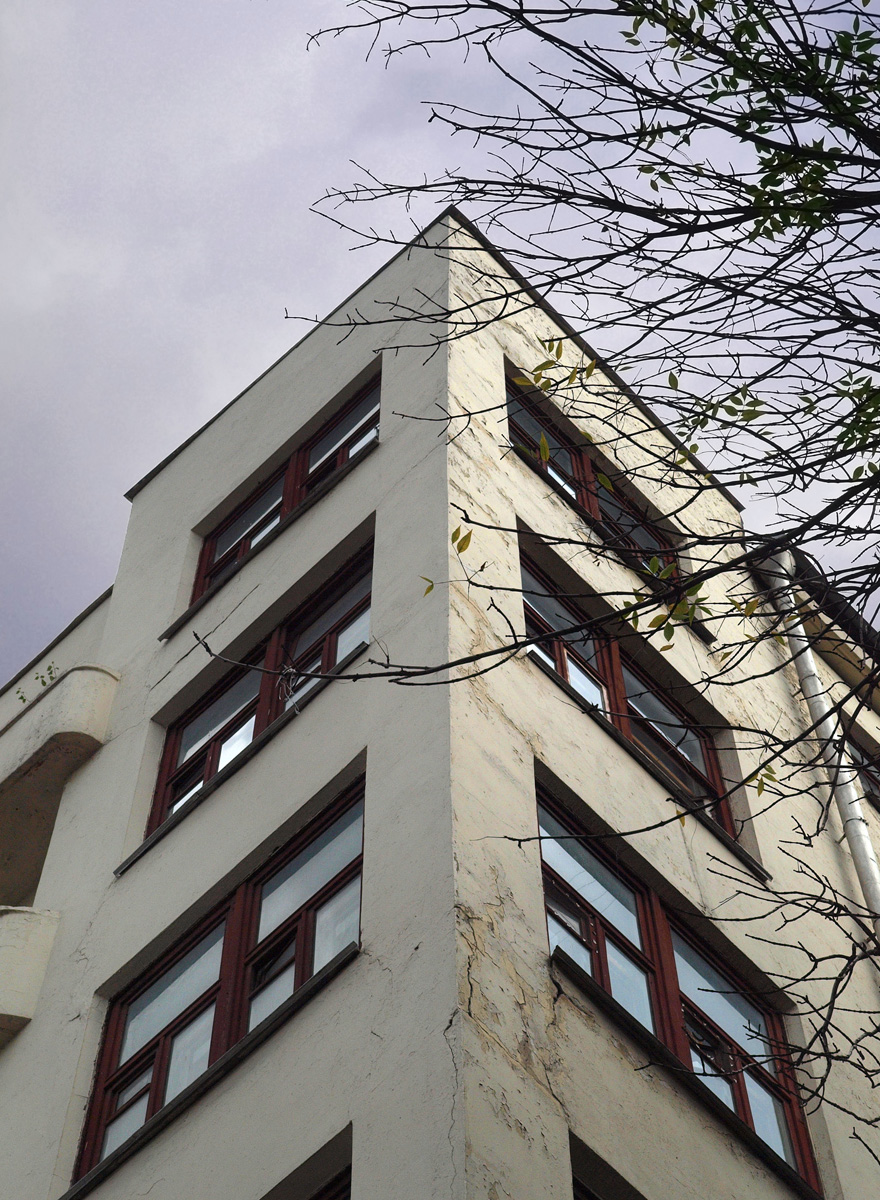
Дом № 51, здание общежития
Памятник Н. И. Пирогову напротив 1-го Архивного переулка
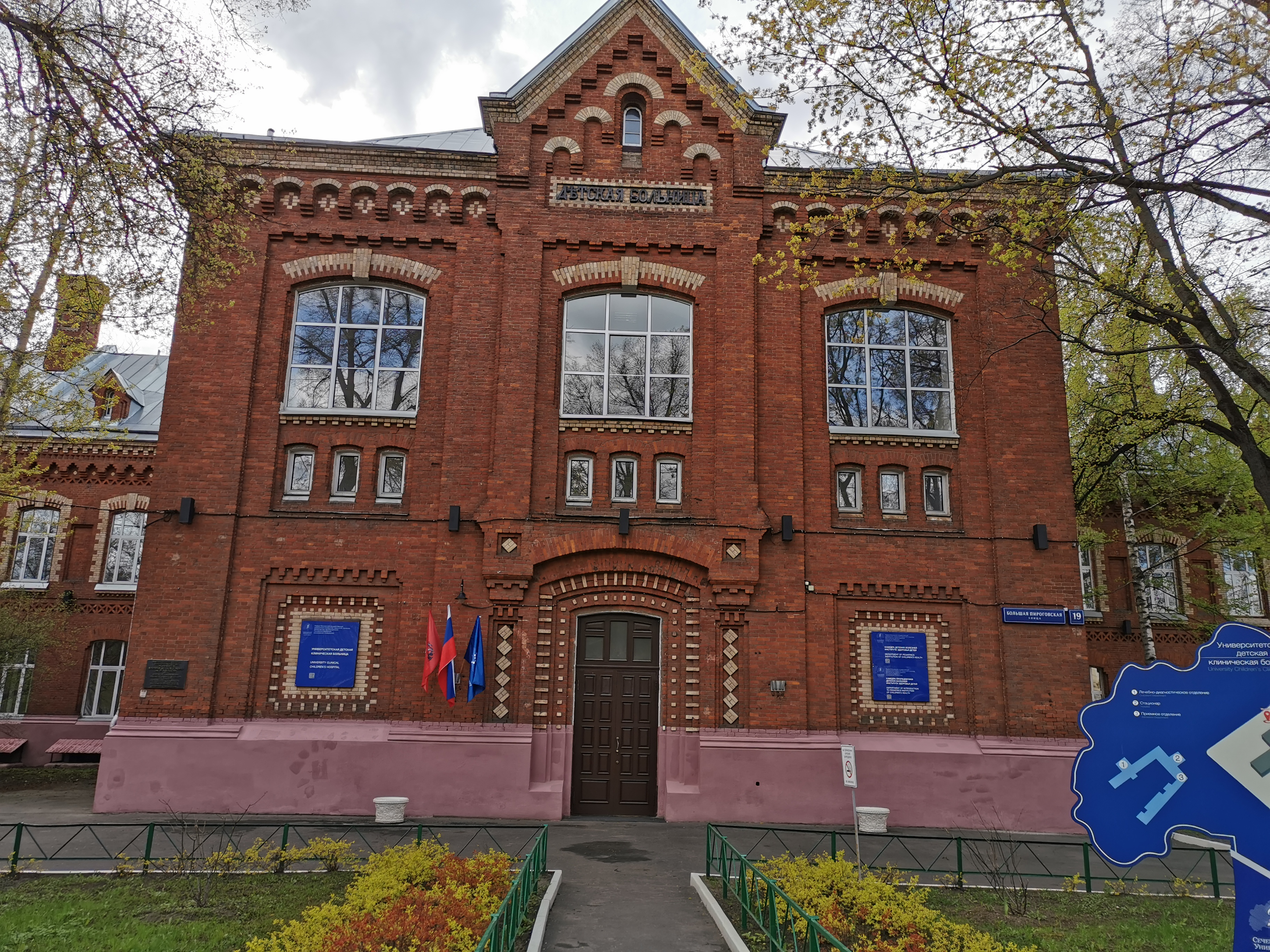
Здание детской больницы им. М. А. Хлудова

## Памятники
- Памятник М. А. Булгакову (2018, скульптор Г. В. Франгулян)
- Памятник Н. И. Пирогову (1897, скульптор В. О. Шервуд)[17]
- Памятник Н. А. Семашко (1982, скульптор Л. В. Тазьба, архитектор Ф. А. Новиков)
- Памятник медикам-героям Великой Отечественной войны (1972, скульптор Л. Е. Кербель, архитектор Б. И. Тхор)
- Памятник И. М. Сеченову (1958, скульптор Л. Е. Кербель, архитектор Л. М. Поляков)
- Памятник Н. В. Склифосовскому (2018, скульптор С. А. Щербаков)
- Памятник Н. Ф. Филатову (1960, скульптор В. Е. Цигаль, архитекторы Г. И. Гаврилов, Е. И. Кутырев)
- Памятник Ф. Ф. Эрисману (1937, скульптор Н. С. Шевкунов)
- Миру — мир!
- Также с улицы хорошо просматривается памятник Владимиру Снегирёву.

## Транспорт
- Автобусы № м6, с755, 220 (небольшой отрезок в конце улицы)

## В литературе
- Квартира 4 дома 16 описана в романе К. Симонова «Живые и мёртвые» как квартира одного из главных героев, генерала Серпилина, однако улица названа Пироговская, а не Большая Пироговская.